# Fahnenschuh

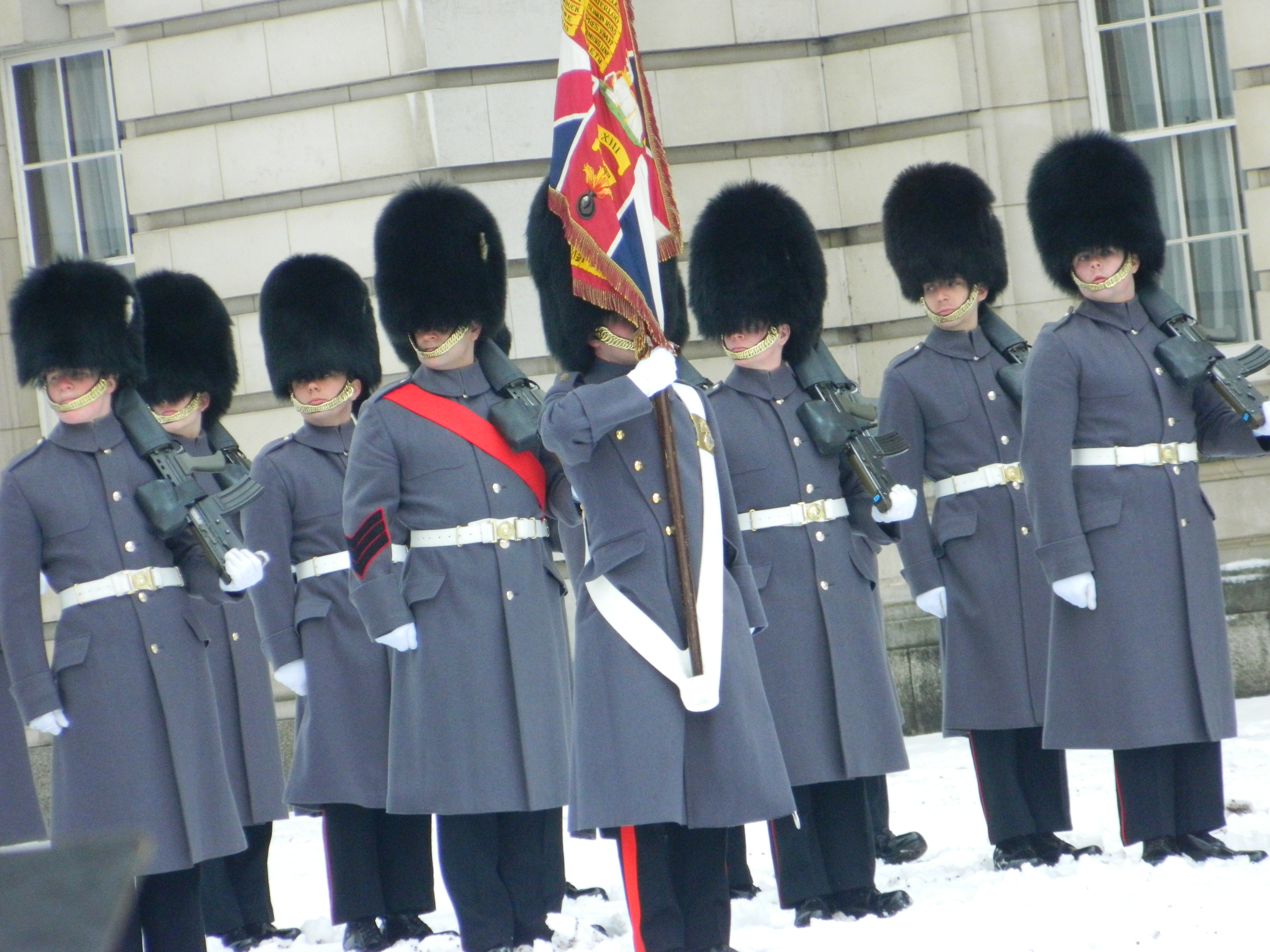
Fahnenträger mit Bandolier und Fahnenschuh in weiß

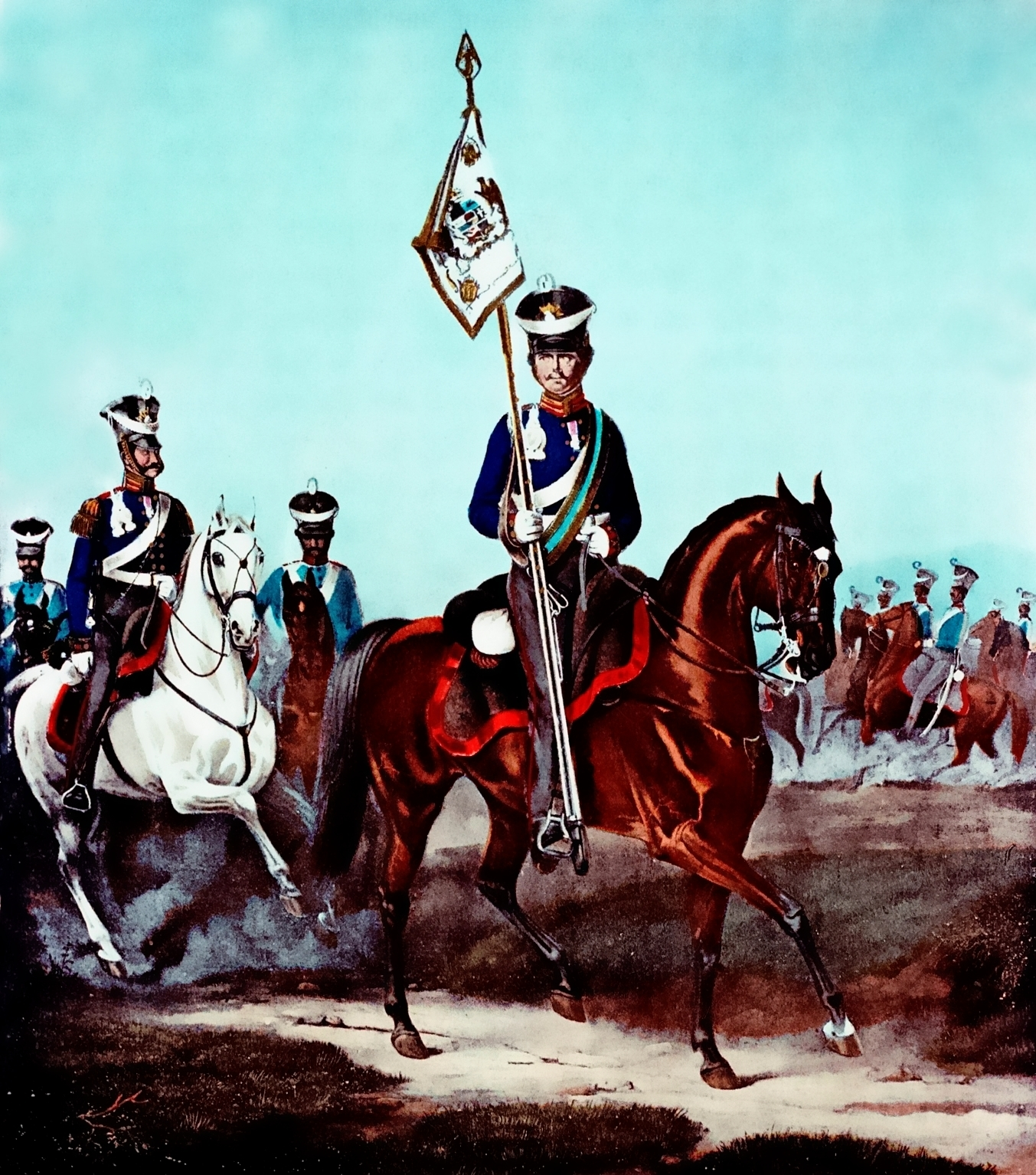
Fahnenträger mit Fahnenschuh am Steigbügel

Der Fahnenschuh ist eine becherförmige, gewöhnlich lederne Aufnahme am unteren Ende des Fahnenbandoliers, in das der Fahnenträger das untere Ende der Fahnenstange während des Tragens stellt. Bei berittenen Truppen wurde die Fahne oder Standarte nicht mit Bandolier geführt. Der Fahnenschuh befand sich dann am Steigbügel.